# Joseph Vaka
Pour les articles homonymes, voir Vaka (homonymie).
Pas d'image ? Cliquez ici

a Compétitions nationales et continentales officielles uniquement.

b Matchs officiels uniquement.
Dernière mise à jour le 5 novembre 2015.
Joseph Wilson Vaka, né le 21 novembre 1980 à Nuku'alofa (Tonga), est un joueur de rugby à XV tongien. Il joue en équipe des Tonga et évolue au poste d'ailier ou de centre. Il évolue au sein des Toyota Industries Shuttles en Top League depuis 2010. Il mesure 1,86 m.

## Biographie
Il a honoré sa première cape internationale en équipe des Tonga le 29 mai 2004 contre l'équipe des Samoa. Il dispute la Coupe du monde de rugby à XV 2007. 

## Statistiques en équipe nationale
- 13 sélections en équipe des Tonga
- 2 essai (10 points)
- En coupe du monde :
  - 2007 : 4 sélections, 4 comme titulaire, 1 essai (États-Unis, Samoa, Afrique du Sud, Angleterre)